# Barra do Quaraí
Barra do Quaraí egy község (município) Brazíliában, Rio Grande do Sul államban. Az állam és egyben a Déli régió legnyugatibb községe. 2022-ben népességét 4241 főre becsülték.

## Története
Területén charrúa indiánok éltek. 1814-ből származnak az első európai letelepedésre utaló feljegyzések, amikor is portugál határőrséget telepítettek a térségbe, hogy védelmezzék a megszerzett területet a gyakori spanyol támadásokkal szemben.
Az ország végleges határait 1851-ben húzták meg, és Barra do Quaraí lett az állam legnyugatibb települése, a Brazília, Argentína és Uruguay közötti hármashatáron. Barra do Quaraíhoz tartozik a Quaraí folyó katonai szempontból stratégiai fontosságú Ilha Brasileira szigete, amelyet 1887-ben csatoltak a településhez. Az 1930-as években a sziget számos vita tárgya lett a brazil és az uruguayi kormány között, és még ma is megkérdőjelezik a tulajdonjogát uruguayi földrajzi tanulmányok alapján.
A régió legfontosabb gazdasági terméke a szarvasmarha volt, amely a jezsuita redukciók pusztulásával elszaporodott a környéken. 1887-ben saladeirot hoztak létre (szarvasmarha-mészárszék, ahol sózott, szárított húst állítottak elő) amely évente akár 90 000 marhát vágott le, és 1908 körül több mint 250 munkást foglalkoztatott. A vállalkozás hanyatlása 1917-ben kezdődött, amikor Rio Grandeban húsfeldolgozó üzemet létesítettek, amelynek modern felszerelése és hűtőrendszere felülmúlta a saladeirókban alkalmazott kezdetleges technikákat.
Szintén 1887-ben nyitották meg a Barra do Quaraít Uruguaianaval összekötő vasútvonalat, ezzel fellendítve a gazdaságot. 1896-ban sajtgyár, 1901-ben cserzőüzem és gyertyagyár alakult, és jelentős volt a faipar is. 1915-ben adták át a Quaraí folyón átívelő vasúti hidat, amely kapcsolatot teremtett Montevideoval. 1976-ban közúti hidat avattak.
Barra do Quaraít 1892-ben nyilvánították Uruguaiana község kerületévé, majd 1995-ben függetlenedett és 1997-ben önálló községgé alakult.

## Leírása
Székhelye Barra do Quaraí, további kerületei Francisco Borges, Guterrez, Passo da Cruz. Átlagos tengerszint feletti magassága 35 m, távolsága Porto Alegretől 717 km (az állam legtávolabbi települése a székhelytől), távolsága a tengerparttól 555 km. Agrárközség, fő terménye a szarvasmarha és a rizs.
Rio Grande do Sul és egyben a Déli régió legnyugatibb községe, határos Argentínával és Uruguayjal. Az előbbitől az Uruguai folyó, az utóbbitól a Quaraí folyó választja el. A község területén, a Quaraí folyó torkolatánál fekszik az Ilha Brasileira, egy körülbelül 200 hektáros lakatlan sziget. Két határjelző tábla is található a környéken: a Marco Grande vagy Principal néven ismertet 1862 januárjában helyezték el az Ilha Brasileira délnyugati részén (uruguayi határ), a másodikat 1901-ben állították faragott kőből, a Quaraí folyó torkolatánál (argentin határ).